# Cycle Collstrop
La Cycle Collstrop, precedentemente nota come Mr Bookmaker.com e Unibet.com, era una squadra ciclistica maschile di ciclismo su strada olandese attiva tra il 2001 ed il 2008. Aveva licenza da UCI Professional Continental Team, che le consentiva di partecipare alle gare dei circuiti continentali UCI.
Lo sponsor principale, Collstrop, è una azienda olandese attiva nel settore della falegnameria, mentre Mr Bookmaker.com e Unibet.com società di scommesse online.
Negli ultimi anni la squadra ha usato biciclette Canyon, dopo aver corso su Ridley ed Eddy Merckx.

## Storia
La squadra venne fondata nel 2001. Il suo sponsor principale, MrBookmaker, venne acquistato nel 2005 dalla società Unibet.com che diventò così sponsor principale del Team. A partire dal 22 marzo 2007, assunse la denominazione Canyon.com in Francia e Belgio, rimanendo però esclusa dalla partecipazione a molte corse, inclusi i Grandi giri, dal momento che spesso gli organizzatori delle manifestazioni ritenevano illegale permettere a una squadra sponsorizzata da un'agenzia di scommesse online di gareggiare sul suolo di determinati paesi.
La marca di biciclette Collstrop, rilevò la Unibet e la Canyon nel 2008, ma al termine della stagione annunciò l'arresto dell'attività, confluendo nella Vacansoleil.

## Cronistoria

### Annuario
| Anno | Codice | Nome                             | Cat. | Biciclette  | Dirigenza |
| ---- | ------ | -------------------------------- | ---- | ----------- | --- |
| 2001 | COS    | Collstrop-Palmans                | GSII | Eddy Merckx | Manager: Hilaire Van Der Schueren Dir. sportivi: Luc Landuyt, Charles Palmans                                                    |
| 2002 | PAL    | Palmans-Collstrop                | GSII | Ridley      | Manager: Hilaire Van Der Schueren Dir. sportivi: Luc Landuyt, Charles Palmans                                                    |
| 2003 | PAL    | Palmans-Collstrop-MrBookmaker.be | GSI  | Ridley      | Manager: Hilaire Van Der Schueren Dir. sportivi: Luc Landuyt, Charles Palmans                                                    |
| 2004 | PAL    | Mr Bookmaker.com-Palmans         | GSI  | Ridley      | Manager: Hilaire Van Der Schueren Dir. sportivi: Luc Landuyt, Charles Palmans                                                    |
| 2005 | MRB    | Mr Bookmaker.com-SportsTech      | PCT  | Ridley      | Manager: Hilaire Van Der Schueren Dir. sportivi: Luc Landuyt, Charles Palmans, Lucien Van Impe                                   |
| 2006 | UNI    | Unibet.com                       | PCT  | Ridley      | Manager: Hilaire Van Der Schueren, Koen Terryn Dir. sportivi: Lucien Van Impe                                                    |
| 2007 | UNT    | Unibet.com                       | PT   | Canyon      | Manager: Koen Terryn Dir. sportivi: Jacques Hanegraaf, Mathieu Hermans, Michiel Lafis, Hilaire Van Der Schueren, Lucien Van Impe |
| 2008 | COS    | Cycle Collstrop                  | PCT  | Canyon      | Manager: Jacques Hanegraaf, Philip Roodhoof Dir. sportivi: Michiel Lafis, Hilaire Van Der Schueren                               |

### Classifiche UCI
Fino al 1998, le squadre ciclistiche erano classificate dall'UCI in un'unica divisione. Nel 1999 la classifica a squadre venne divisa in prima, seconda e terza categoria (GSI, GSII e GSIII), mentre i corridori rimasero in classifica unica. Nel 2005 fu introdotto l'UCI ProTour e, parallelamente, i Circuiti continentali UCI; dal 2009 le gare del circuito ProTour sono state integrate nel Calendario mondiale UCI, poi divenuto UCI World Tour.
| Anno | Class.    | Pos. | Migliore cl. individuale |
| ---- | --------- | ---- | ------------------------ |
| 2001 | GSII      | 18º  | Jens Voigt (15º)         |
| 2002 | GSII      | 3º   | Bert Roesems (187º)      |
| 2003 | GSI       | 30º  | Geert Omloop (95º)       |
| 2004 | GSI       | 26º  | Roger Hammond (63º)      |
| 2005 | Europe T. | 8º   | Stefan van Dijk (2º)     |
| 2006 | Europe T. | 2º   | Baden Cooke (6º)         |
| 2007 | ProTour   | 20º  | Gustav Larsson (56º)     |
| 2008 | Europe T. | 32º  | Borut Božič (30º)        |

## Palmarès

### Grandi Giri
- Giro d'Italia

Partecipazioni: 0
Vittorie di tappa: 0
Vittorie finali: 0
Altre classifiche: 0
- Tour de France

Partecipazioni: 0
Vittorie di tappa: 0
Vittorie finali: 0
Altre classifiche: 0
- Vuelta a España

Partecipazioni: 0
Vittorie di tappa: 0
Vittorie finali: 0
Altre classifiche: 0

### Campionati nazionali
Strada
- Campionati belgi: 2

In linea: 2003 (Geert Omloop)
In linea dilettanti: 2005 (Gert Vanderaerden)
- Campionati britannici: 1

In linea: 2003 (Roger Hammond)
- Campionati sloveni: 1

In linea: 2008 (Borut Božič)
- Campionati svedesi: 1

Cronometro: 2007 (Gustav Larsson)
- Campionati uzbeki: 1

In linea: 2008 (Sergey Lagutin)
- Campionati venezuelani: 1

Cronometro: 2007 (José Rujano)
Cross
- Campionati britannici: 1

2001, 2002, 2003 (Roger Hammond)